# Sollevamento pesi ai Giochi della XXXI Olimpiade - 77 kg maschile
Le gare di sollevamento pesi della categoria fino a 77 kg maschile dei giochi olimpici di Rio de Janeiro 2016 si sono svolte il 10 agosto 2016 presso il padiglione 2 di Riocentro.

## Programma
L'orario indicato è riferito a quello brasiliano (UTC-3)
| Data                      | Ora   | Gruppo   |
| ------------------------- | ----- | -------- |
| Mercoledì, 10 agosto 2016 | 10:00 | Gruppo B |
| Mercoledì, 10 agosto 2016 | 19:00 | Gruppo A |

## Record
Prima della competizione, i record olimpici e mondiali erano i seguenti:
| Record mondiale | Strappo | Lü Xiaojun Cina           | 176 kg | 24 ottobre 2013 Breslavia, Polonia  |
| Record mondiale | Slancio | Oleg Perepetchenov Russia | 210 kg | 27 aprile 2001 Trenčín, Slovacchia  |
| Record mondiale | Totale  | Lü Xiaojun Cina           | 380 kg | 24 ottobre 2013 Breslavia, Polonia  |
| Record olimpico | Strappo | Lü Xiaojun Cina           | 175 kg | 1 agosto 2012 Londra, Regno Unito   |
| Record olimpico | Slancio | Zhan Xugang Cina          | 207 kg | 22 settembre 2000 Sydney, Australia |
| Record olimpico | Totale  | Lü Xiaojun Cina           | 379 kg | 1 agosto 2012 Londra, Regno Unito   |

## Risultati
| Pos. | Atleta               | Gruppo | Strappo (kg) | Strappo (kg) | Strappo (kg) | Strappo (kg) | Slancio (kg) | Slancio (kg) | Slancio (kg) | Slancio (kg) | Totale |
| Pos. | Atleta               | Gruppo | 1            | 2            | 3            | Risultato    | 1            | 2            | 3            | Risultato    | Totale |
| ---- | -------------------- | ------ | ------------ | ------------ | ------------ | ------------ | ------------ | ------------ | ------------ | ------------ | ------ |
|      |                      |        |              |              |              |              |              |              |              |              |        |
|      | Lü Xiaojun           | A      | 170          | 175          | 177          | 177          | 197          | 197          | 202          | 202          | 379    |
|      | Mohamed Ihab         | A      | 160          | 165          | 168          | 165          | 196          | 196          | 203          | 196          | 361    |
| 4    | Chatuphum Chinnawong | A      | 160          | 165          | 165          | 165          | 191          | 191          | 191          | 191          | 356    |
| 5    | Alexandru Șpac       | A      | 150          | 155          | 158          | 155          | 185          | 190          | 192          | 192          | 347    |
| 6    | Andrés Caicedo       | B      | 150          | 150          | 155          | 155          | 191          | 197          | 197          | 191          | 346    |
| 7    | Andrés Mata          | B      | 145          | 150          | 153          | 153          | 185          | 190          | 190          | 190          | 343    |
| 8    | Choe Jon Wi          | A      | 153          | 157          | 158          | 153          | 184          | 190          | 194          | 190          | 343    |
| 9    | Ebrahim Ramadan      | A      | 147          | 152          | 152          | 152          | 186          | 186          | 192          | 186          | 338    |
| 10   | Nico Müller          | B      | 145          | 149          | 151          | 151          | 177          | 181          | 185          | 181          | 332    |
| 11   | Sathish Sivalingam   | B      | 143          | 148          | 153          | 148          | 176          | 181          | 186          | 181          | 329    |
| 12   | Deni                 | B      | 140          | 146          | 149          | 146          | 172          | 177          | 181          | 177          | 323    |
| —    | Andranik Karapetyan  | A      | 170          | 174          | 176          | 174          | 195          | 195          | —            | —            | NF     |
| —    | Dumitru Captari      | B      | 145          | 150          | 150          | 145          | —            | —            | —            | —            | NF     |
| DSQ  | Nijat Rahimov        | A      | 160          | 165          | 168          | 165          | 202          | 214          | —            | 214          | 379    |